# Banque commerciale d'Éthiopie
La Banque commerciale d'Éthiopie (amharique: የኢትዮጵያ ንግድ ባንክ) est l'une des deux banques d'État éthiopiennes, avec la Banque nationale d'Éthiopie.
Son siège, situé sur Churchill Road à Addis-Abeba et inauguré en 1965, est l'œuvre du Français Henri Chomette, alors architecte en chef de la capitale éthiopienne.

## Histoire
Après la victoire éthiopienne sur l'Italie pendant la Seconde Guerre mondiale, le nouveau gouvernement publia une proclamation le 26 août 1942 créant la Banque d'État d'Éthiopie (SBE). La SBE commença pleinement ses activités le 15 avril 1943 avec deux succursales et 43 employés. Elle servait à la fois de banque centrale d'Éthiopie, habilitée à émettre des billets et des pièces en tant qu'agent du ministère des Finances, et de principale banque commerciale du pays. 
En 1945, le gouvernement éthiopien lui accorda le droit exclusif d'émettre la monnaie. Le premier gouverneur de la banque fut un Américain, George Blowers. Il inaugura la nouvelle monnaie nationale, dont le succès fut dû aux États-Unis. Ces derniers fournissaient l'argent pour les pièces de 50 cents, dont la valeur intrinsèque assura l'acceptation populaire de ce nouveau papier-monnaie auprès d'une population habituée à la circulation du thaler Marie-Thérèse en argent. En 1958, la Banque d'État d'Éthiopie ouvrit une succursale à Khartoum, au Soudan. Au fil du temps, le réseau d'agences de la SBD s'est étendu à 21 agences.
En 1963, le gouvernement éthiopien a divisé la Banque d’État d’Éthiopie en deux banques, la Banque nationale d’Éthiopie (la banque centrale) et la Banque commerciale d’Éthiopie (CBE).
En janvier 2009, la CBE a reçu l’approbation réglementaire pour ouvrir une succursale à Djouba, au Sud-Soudan.
En février 2022, le gouvernement a restructuré la CBE et signé un contrat avec la Royal Bank of Scotland pour des services de conseil en gestion. Après le décès de son ancien président, Gezahegn Yilma, le conseil d'administration a nommé Abie Sano à la présidence de la banque. Le Parlement a récemment porté le capital de la banque à 4 milliards de birrs éthiopiens.
Le 27 mars 2025, la CBE a officiellement lancé le système de paiement MasterCard. Lors de l'événement de lancement, le président de la CBE, Abe Sano, a déclaré que l'introduction de MasterCard visait à dynamiser le paiement numérique à travers le monde, en permettant aux clients d'utiliser facilement un moyen de paiement électronique sécurisé et fiable pour leurs transactions internationales.

## Incident de défaillance de 2024
Le 15 mars 2024, des informations ont circulé sur les réseaux sociaux selon lesquelles la banque avait été piratée pendant la nuit, entre minuit et 3 heures du matin. Les utilisateurs peuvent transférer d'importantes sommes d'argent, absentes de leur compte, et accéder aux distributeurs automatiques de billets sans effectuer de dépôt. Elias Meseret, journaliste à l'AP, a déclaré sur les réseaux sociaux avoir recueilli des témoins au courant du délit. La CBE a également déclaré que le vol avait affecté les agences ainsi que le système bancaire mobile, en particulier le service en ligne de la CBE. La banque a également démenti les allégations diffusées sur les réseaux sociaux selon lesquelles le système de distributeurs automatiques de billets avait été rétabli pour proposer des services bancaires numériques.

## Liens
- Site officiel
- Ressource relative à l'architecture :   - The Skyscraper Center
- Notices d'autorité :   - VIAF
  - ISNI
  - LCCN
  - WorldCat